# 芬克豪澤 (喬治亞州)
芬克豪澤（英語：Funkhouser）是位於美國喬治亞州巴托縣的一個非建制地區。該地的面積和人口皆未知。

## 地理
芬克豪澤的座標為34°23′13″N 84°42′07″W / 34.38694°N 84.70194°W，而該地的平均海拔高度為277米（即909英尺）。